# Philippe Djian
Philippe Djian (? –) népszerű, örmény származású francia író. 2012-ben elnyerte a Interallié-díjat az "Oh..." című regényéért.

## Élete és pályája
A Párizsi Újságíró Iskolában (ESJ Paris) végzett. A vándorlás és a véletlen munkák időszaka után megjelent egy novelláskötete, az 50 contre 1 (1981), majd a Bleu comme l'enfer (1982) és a Zone érogène (1984) című regénye, majd hírnevet szerzett későbbi regényeivel: 37°2 le matin (1985), Maudit Manège (1986), Echine (1988), Crocodiles (novellák) (1989), Lent dehors (1991), Sotos (1993), és Assassins (1994).
Öt regényéből készült film: a 37°2 le matin (1986; angol címmel Betty Blue), amelyet Jean-Jacques Beineix készített, a Bleu comme l'enfer (1986; angol címe: Blue Hell), amelyet Yves Boisset rendezett; az Impardonnables (2011; angol címe: Unforgivable), amelyet André Téchiné rendezett; a Love Is the Perfect Crime (2013; eredeti címmel L'Amour est un crime parfait), amelyet Arnaud Larrieu és Jean-Marie Larrieu rendeztek; és az Oh... (Elle, 2016, amelyet Paul Verhoeven rendezett). Luc Bondyval közösen írta a Ne fais pas ça (2004) forgatókönyvét is.
Antoine De Caunes tévés műsorvezető mutatta be őt Stephan Eicher svájci énekesnek. A két férfi összebarátkozott, és Djian lett Eicher dalszövegeinek írója, legalábbis a francia nyelvű dalok esetében.
Djian gyakran költözött (Bostonból Firenzébe). Ma Biarritzban él, és átlagosan másfél évenként ír egy regényt. A 2005-ben írt Doggy Bag című könyvével egy hat évadból álló irodalmi sorozatot indított, amelyet amerikai tévésorozatok ihlettek.

## Díjak és kitüntetések
- 2009 Prix Jean-Freustié (Impardonnables)[4]
- 2012 Prix Interallié ("Oh...")[2][3]

## Könyvei

### Regények
- Bleu comme l'enfer (1983; film: Blue Hell)
- Zone érogène (1984)
- 37˚2 le matin (1985; film: Betty Blue)
- Maudit manège (1986)
- Échine (1988)
- Lent dehors (1991)
- Sotos (1993)
- Assassins (1994)
- Criminels (1997)
- Sainte Bob (1998)
- Vers chez les blancs (2000)
- Ça c'est un baiser (2002)
- Frictions (2003)
- Impuretés (2005)
- Doggy bag, saison 1 (2005)
- Doggy bag, saison 2 (2006)
- Doggy bag, saison 3 (2006)
- Doggy bag, saison 4 (2007)
- Doggy bag, saison 5 (2007)
- Doggy bag, saison 6 (2008)
- Impardonnables (2009; film: Impardonnables)
- Incidences (2010; film: L'amour est un crime parfait)
- Vengeances (2011)
- "Oh…"  (Gallimard, 2012; film: Elle)
- Love Song (2013)
- Chéri-Chéri (2014)
- Dispersez-vous, ralliez-vous! (2016)
- Marlène (2017)
- A l'aube (2018)
- Les inéquitables (2019)
- 2030 (2020)
- Double Nelson (2021)
- Sans Compter (2023)

### Novellák
- 50 contre 1 (1981)
- Crocodiles (1989)
- Lorsque Lou (1992)
- Contes de Noël (1996)
- Mise en bouche (2003)

### Magyarul
- 37,2 reggel (37˚2 le matin) – Európa, Budapest, 1991 · ISBN 9630753138 · Fordította: Barta Péter

## Fordítás
- Ez a szócikk részben vagy egészben  a   Philippe Djian című angol Wikipédia-szócikk ezen változatának fordításán alapul.  Az eredeti cikk szerkesztőit annak laptörténete sorolja fel. Ez a jelzés csupán a megfogalmazás eredetét és a szerzői jogokat jelzi, nem szolgál a cikkben szereplő információk forrásmegjelöléseként.